# 4707 Khryses
4707 Khryses eller 1988 PY är en trojansk asteroid i Jupiters lagrangepunkt L5. Den upptäcktes 13 augusti 1988 av den amerikanska astronomen Carolyn S. Shoemaker vid Palomar-observatoriet. Den är uppkallad efter Khryses i den grekiska mytologin.
Asteroiden har en diameter på ungefär 37 kilometer.